# Pedinophyllum truncatum
Pedinophyllum truncatum là một loài rêu trong họ Plagiochilaceae. Loài này được Inoue mô tả khoa học đầu tiên.